# EOS (satellitprogram)
 For alternative betydninger, se EOS. (Se også artikler, som begynder med EOS)
Jordovervågningssystemet Earth Observing System (EOS) er en del af NASAs geologiske program. Det består dels af en række satellitter, der er i kredsløb over polerne, dels af et videnskabeligt forskningsprogram og dels af et datasystem til koordinering af satellitterne. 
Målet er at skaffe langvarige observationer af jordens overflade, biosfæren, de geologiske forhold, atmosfæren og oceanerne. EOS skal sætte forskerne i stand til at forstå Jorden som et sammenhængende system. 
EOS' kontor for det videnskabelige projekt (EOSPSO) er indrettet for at vderegive informationer fra EOS til videnskabsfolk og menigmand.

## Eksterne link
- Formidling af forskningsresultater fra EOS – herunder fotos af Jordens overflade i "spionsatellitkvalitet" Arkiveret 12. november 2004 hos  Wayback Machine